# Peterboroughška stolnica
Peterboroughška stolnica, natančneje Stolnica sv. Petra, sv. Pavla in sv. Andreja – znana tudi kot stolnica sv. Petra v Združenem kraljestvu – je sedež anglikanskega škofa Peterborougha, posvečena sv. Petru, sv. Pavlu in sv. Andreju, katerih kipi gledajo navzdol s treh visokih zatrepov znamenite zahodne fasade. Čeprav je bila ustanovljena v anglosaškem obdobju, je njena arhitektura večinoma normanska, po prezidavi v 12. stoletju. S stolnicama v Durhamu in Elyju je to ena najpomembnejših stavb iz 12. stoletja v Angliji, ki je ostala večinoma nedotaknjena, kljub razširitvam in obnovi.
Peterboroughška stolnica je znana po svojem impozantni zgodnjeangleški gotski zahodni fasadi, ki je s svojimi tremi ogromnimi loki brez arhitekturnega primera in brez neposrednega naslednika. Videz je nekoliko asimetričen, saj eden od dveh stolpičev, ki se dvigata izza fasade, ni bil nikoli dokončan (stolp na desni, kot je obrnjen proti stavbi), vendar je to vidno le od daleč.

## Zgodovina

### Anglosaško poreklo
Prvotna cerkev, znana kot Medeshamstede, je bila ustanovljena v času vladavine anglosaškega kralja Peade iz plemena Srednji Angli okoli leta 655 našega štetja kot eno prvih središč krščanstva v osrednji Angliji. Samostanska naselbina, s katero je bila cerkev povezana, je trajala vsaj do leta 870, ko naj bi jo uničili Vikingi. V niši nove stavbe, podaljšku vzhodnega konca, leži starodavna kamnita rezbarija: Hedda Stone. Ta srednjeveška rezbarija 12 menihov, po šest na vsaki strani, spominja na uničenje samostana ter smrt opata in menihov, ko so območje leta 864 oplenili Vikingi. Kamen Hedda je bil verjetno izklesan nekje po napadu, ko je samostan propadal.
V meniški oživitvi sredi 10. stoletja (v kateri sta bili ponovno ustanovljeni tudi cerkvi v Elyju in Ramseyju) je bila leta 966 ustanovljena benediktinski samostan, ki ga je v glavnem obdaril Athelwold, škof iz Winchestra, iz tega, kar je ostalo od prejšnje cerkve, z »baziliko tam opremljeno s primernimi strukturami dvoran in obogateno z okoliškimi zemljišči« in obsežnejšimi stavbami, ki so imele ladjo, zgrajeno na zahodu z dodanim drugim stolpom. Prvotni osrednji stolp pa je bil ohranjen. Posvečena je bila sv. Petru in obdana s palisado, imenovano burgh, zato se je mesto, ki obdaja opatijo, sčasoma poimenovalo Peter-burgh. Skupnost je leta 972 ponovno oživil Canterburyjski nadškof Dunstan.
Ta novejša cerkev je imela kot glavno središče velik zahodni stolp z renskim čelom in je bila v veliki meri zgrajena iz klesanih kamnov. Le majhen del temeljev anglosaške cerkve je ostal pod južnim transeptom, vendar je tam več pomembnih artefaktov iz prejšnje stavbe, vključno z anglosaškimi rezbarijami, kot je kamen Hedda.
Leta 2008 so poročali, da so delavci, ki so popravljali zid v okolici stolnice, našli anglosaške nagrobne oznake. Nagrobna znamenja naj bi bila v 11. stoletju in naj bi pripadala »meščanom«.

### Normanski in srednjeveški arhitekturni razvoj
Čeprav je bila poškodovana med bojem med normanskimi zavojevalci in lokalnim ljudskim junakom Herewardom Wakeom, je bila popravljena in je še naprej uspevala, dokler je ni uničil naključni požar leta 1116. Ta dogodek je zahteval gradnjo nove cerkve v normanskem slogu, ki jo je začel opat John de Sais 8. marca 1118 (stari slog). Do leta 1193 je bila stavba dokončana do zahodnega konca ladje, vključno z osrednjim stolpom in okrašenim lesenim stropom ladje. Strop, dokončan med letoma 1230 in 1250, je še vedno ohranjen. Je edinstven v Združenem kraljestvu in eden od samo štirih tovrstnih stropov v vsej Evropi. Dvakrat je bil preslikan, enkrat leta 1745, nato leta 1834, vendar še vedno ohranja značaj in slog izvirnika. (Nasprotno pa je poslikan strop ladje v stolnici v Elyju v celoti viktorijanska stvaritev.)
Cerkev je bila večinoma zgrajena iz apnenca Barnack iz kamnolomov na lastnem zemljišču, gradbeniki stolnice Ely in opatije Ramsey pa so ji vsako leto plačali dostop do teh kamnolomov v tisočih jeguljah (npr. Ramsey vsako leto 4000). Zgodovinarji verjamejo, da je del postavitve cerkve na lokacijo, na kateri je, posledica enostavne zmožnosti prenosa lomljenega kamna po reki in nato na obstoječo lokacijo, kar ji omogoča rast, ne da bi jo selili.
Potem, ko so leta 1237 dokončali zahodni transept in dodali Veliki zahodni portik, so srednjeveški zidarji prešli na nov gotski slog. Razen sprememb oken, vstavitve verande za podporo prostostoječih stebrov portika in dodajanja 'nove' stavbe na vzhodnem koncu okoli začetka 16. stoletja, struktura stavbe ostaja v bistvu kot je bila dokončana pred skoraj 800 leti. Dokončano stavbo je leta 1238 posvetil Robert Grosseteste, škof Lincolna, v čigar škofijo je takrat spadala.
Trojica lokov, ki tvorijo veliko zahodno fasado, ki določa podobo Peterboroughške stolnice, je v srednjeveški arhitekturi brez konkurence. Linija zvonikov za njim, na vrhu štirih stolpov brez primere, se je razvila iz bolj praktičnih razlogov. Glavna med njimi je bila želja po ohranitvi prejšnjih normanskih stolpov, ki so postali zastareli, ko je bila dodana gotska fasada. Namesto da bi bili porušeni in nadomeščeni z novimi odseki zidov, so te stare stolpe obdržali in okrasili z venci in drugim gotskim dekorjem, medtem ko sta bila dodana dva nova stolpa, da bi ustvarili neprekinjeno pročelje.
Normanski stolp je bil prezidan v okrašenem gotskem slogu približno v letih 1350–1380 (ostali so njegovi glavni tramovi in ostrešje) z dvema nivojema romanskih oken, združenih v en niz gotskih oken, s stolpičasto kapo in vrhovi so bili odstranjeni in nadomeščeni z zidom. Med letoma 1496 in 1508 je bila zamenjana streha kora in 'nova stavba', pravokotna stavba, zgrajena okoli konca normanske vzhodne apside, s pravokotnim pahljačastim obokom (verjetno zasnoval John Wastell, arhitekt kapele King's College v Cambridgeu in Bell Harry Tower v Canterburyjski stolnici).

### Samostansko življenje
Obstoječi zapisi meniha Hugha Candidusa iz sredine 12. stoletja navajajo relikviarije opatije, ki vključujejo dva kosa plenic, v katera je bil povit otrok Jezus, koščke Jezusovih jasli, del petih hlebov, ki so nahranili 5000, delček oblačila Jezusove matere Marije, delček Aronove palice in relikvije sv. Petra, sv. Pavla in sv. Andreja – katerim je cerkev tudi posvečena.
Domnevna roka Oswalda iz Northumbrije je izginila iz njegove kapele, verjetno med reformacijo, kljub temu, da je bil zgrajen stražni stolp, da bi menihi varovali njegovo relikvijo. Različne kontaktne relikvije Thomasa Becketa je iz Canterburyja v posebnem relikviariju prinesel njegov prior Benedikt (ki je bil priča Becketovemu atentatu), ko je bil 'povišan' v opata Peterborougha.
Ti predmeti so podkrepili pomen današnje stolnice. Na vrhuncu svojega bogastva tik pred reformacijo je imela šesti največji samostanski dohodek v Angliji in je imela 120 menihov, ministranta, ambulanto, cerkovnika in kletarja.

### Tudorji
Leta 1541, ko je Henrik VIII. Angleški razpustil samostane, so bile relikvije izgubljene. Cerkev je preživela tako, da je bila izbrana za stolnico anglikanske škofije Peterborough. Henrikova nekdanja žena, Katarina Aragonska, je bila tam pokopana leta 1536. Še danes njen grob častijo obiskovalci, ki ga okrasijo s cvetjem in granatnimi jabolki (njen simbol). Z zlatimi črkami na mestu je pisalo »Katharine Queen of England«, naslov, ki ji je bil ob smrti zavrnjen. Festival v spomin na kraljico poteka vsako leto.
Leta 1587 je bilo telo Marije, škotske kraljice, prvotno pokopano tukaj po njeni usmrtitvi na bližnjem gradu Fotheringhay, vendar so jo pozneje premaknili v Westminstrsko opatijo na ukaz njenega sina, angleškega kralja Jakoba VI.

### Državljanska vojna do danes
Med angleško državljansko vojno leta 1643 so parlamentarne enote vandalizirale stolnico. Kot je bilo v tistem času običajno, so bili uničeni skoraj vsi vitraji in srednjeveške korne klopi, glavni oltar in retabel pa porušeni, prav tako križni hodnik in Marijina kapela. Poškodovani ali uničeni so bili tudi vsi spomeniki in obeležja.
Nekaj škode so popravili v 17. in 18. stoletju. Leta 1883 so se začela obsežna obnovitvena dela, ki so se začela po velikih razpokah v nosilnih stebrih in lokih glavnega stolpa. Ta dela so vključevala obnovo osrednjega stolpa in njegovih temeljev, notranjih stebrov, kora in ojačitev zahodne fasade pod nadzorom Johna Loughborougha Pearsona. Dodane so bile nove ročno izrezljane korne klopi, katedra (škofov prestol), korna prižnica ter marmornat tlak in veliki oltar. Iz osrednjega stolpa je bil odstranjen stopničasti nivo obzidja, kar je nekoliko zmanjšalo njegovo višino.
Stolnico je zgodaj zvečer 22. novembra 2001 prizadel požar; domneva se, da je bil namerno povzročen med plastičnimi stoli, shranjenimi v stranski ladji severnega kora. Na srečo je ogenj opazil eden od nadzornikov, kar je omogočilo hiter odziv reševalnih služb. Čas je bil še posebej neugoden, saj se je popolna obnova poslikanega lesenega stropa bližala koncu.] Še posebej škodljiv je bil masten dim, ki so ga oddajali plastični stoli, saj je velik del stavbe prekril z lepljivo črno plastjo. Žarišče ognja je bilo blizu orgel, kombinacija neposredne škode zaradi ognja in vode, uporabljene za gašenje, pa je zahtevala obsežno obnovo instrumenta, zaradi česar ni deloval več let.
Obsežen program popravil zahodne fasade se je začel julija 2006 in je stal več kot pol milijona funtov. To delo je osredotočeno na kipe, ki so v nišah, ki so jih leta onesnaženja in vremenskih vplivov tako močno prizadele, da so v nekaterih primerih ostali nedotaknjeni samo zaradi železnih palic, vstavljenih vanje od glave do telesa. Program dela je iskal donatorje za »posvojitev kamna«.
Kipar Alan Durst je bil odgovoren za nekatera dela na kipih na zahodni fasadi.

## Mizerikordije
Peterboroughška stolnica je najverjetneje imela komplet več kot tridesetih mizerikordij iz 14. stoletja. Do zdaj so preživele le tri.]

## Drugo branje
- Peterborough Cathedral, 2001– 2006 : from devastation to restoration, Michael Bunker and Paul Binski, Paul Holberton Publishing, London (2006), ISBN 978-1-903470-55-8
- Peterborough Abbey, (2001), ISBN 0-7123-4710-0